# Louis Pierre Quentin de Richebourg
Louis Pierre Quentin de Richebourg, marquis de Champcenetz, né le 22 septembre 1754, mort le 4 mai 1822 à Paris, est un général français, gouverneur des châteaux de Meudon et des Tuileries. 

## Biographie
Ses parents sont Jean Louis Quentin de Richebourg, marquis de Champcentez, et Marie Rose Tessier (morte en 1754).
Il s'est marié le 8 novembre 1817 avec Armande Pauline Marie de Castellane-Majastres (née en 1788- morte le 6 janvier 1833, petite-fille d'Armand Louis de Béthune). Veuve, elle se remarie avec Jacques Marie Anatole Le Clerc de Juigné.
Il entre dans la charge de capitaine des chasses, gouverneur des châteaux de Meudon et des Tuileries en remplacement de son père. Il est alors colonel au régiment d'Orléans dragons. Il conserve cette charge jusqu'au 10 août 1792, date à laquelle il doit fuir la foule qui vient de massacrer les gardes du château. Il quitte la France pour l'Italie en juin 1793 après s'être caché chez des amis. C'est cette fuite que raconte Grace Elliott dans ses mémoires et qu'Éric Rohmer met en image dans son film L'Anglaise et le Duc.
Au retour des Bourbons, il est nommé lieutenant général et retrouve sa charge de gouverneur des châteaux de Meudon et des Tuileries. 
Il est inhumé au cimetière du Père-Lachaise (24e division).

## Sources
- Martial de Pradel de Lamase, « Le marquis de Champcenetz, gouverneur des maisons royales de Meudon, Chaville et Bellevue », Bulletin de la Société des amis de Meudon, no 65, décembre 1952, p. 1090-1095
- Ludovic de Contenson, La société des Cincinnati de France et la guerre d'Amérique : 1778-1783, 2007